# Gibbaeum album
Gibbaeum album es una especie de planta suculenta perteneciente a la familia de las aizoáceas.  Es originaria de Sudáfrica. 

## Descripción
Es una pequeña planta suculenta perennifolia  de tamaño enano, compacta y escasamente ramificada que forma un grupo de pares de hojas suculentas unidas de color grisáceo-blanco. Creciendo, siempre por encima del suelo. Las entre 4 a 15 hojas se desarrollan principalmente hacia el borde exterior presionado lateralmente a la tierra, el interior de las plantas viejas está ocupado por la persistencia de viejas cápsulas y restos de hojas viejas. Las hojas de hasta 2,5 cm de altura, a pares, desiguales, asimétricas, (de los cuales una más larga), con un color blanco tiza a color blanco grisáceo  metálico, pero no brillante, porque la superficie de la hoja tiene pelos entrelazados. Las flores son como margaritas, de color blanco, rosa al violeta oscuro hasta de 30 mm de largo, pedúnculo de 5-15 mm. Tiene una temporada larga de floración en el verano.

## Taxonomía
Gibbaeum album fue descrito por  N.E.Br. y publicado en The Gardeners' Chronicle & Agricultural Gazette  III, 79: 215. 1926.
Etimología
Gibbaeum: nombre genérico que deriva del latín gibba que significa "tuberculada".
album: epíteto latino que significa "de color blanco, por las hojas".
Sinonimia
- Gibbaeum album f. album
- Gibbaeum album var. roseum N.E.Br.	[4][5]

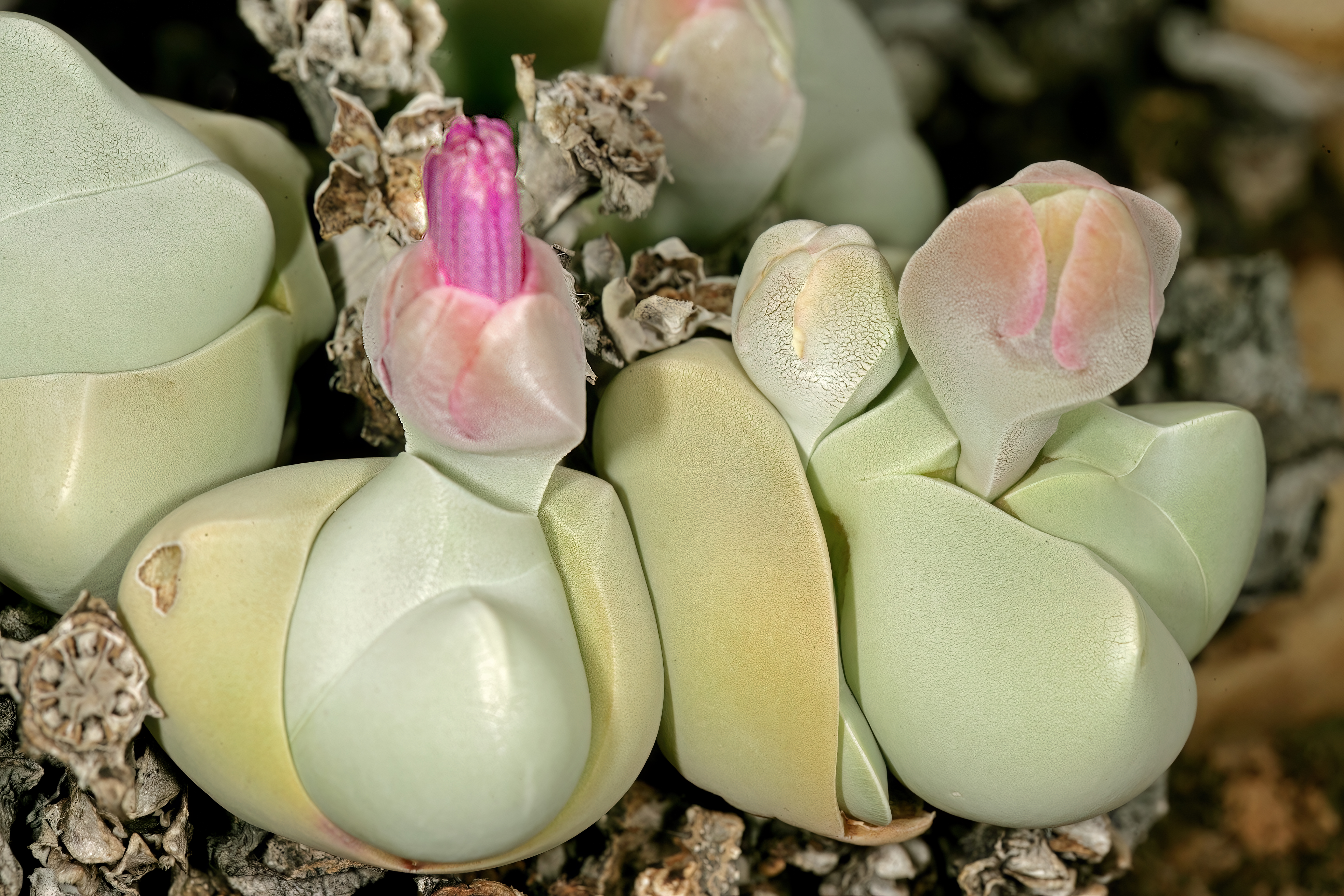
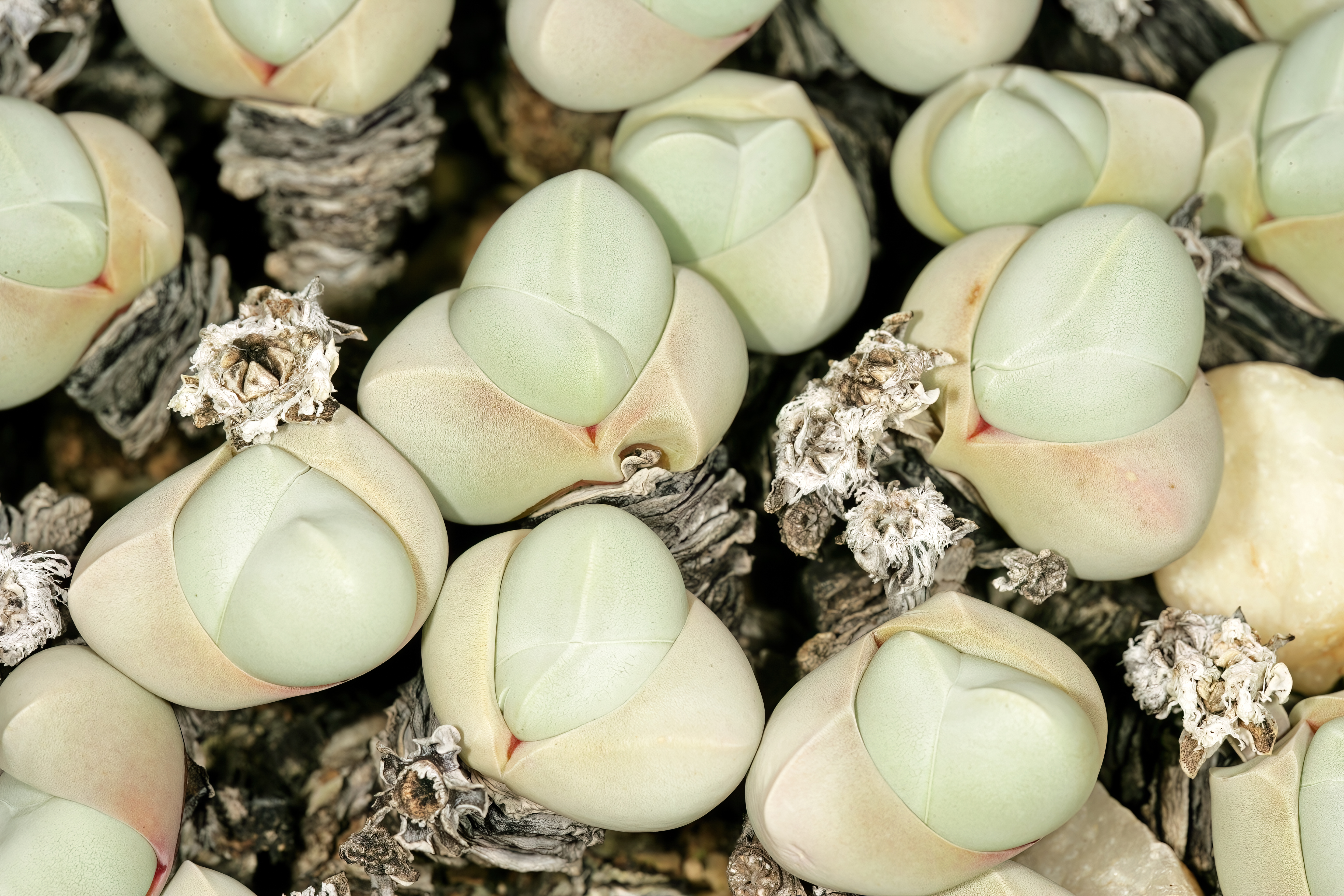